# Mouriri domingensis
Mouriri domingensis là một loài thực vật có hoa trong họ Mua. Loài này được (Tussac) Spach mô tả khoa học đầu tiên năm 1835.